# Implerstraße (metropolitana di Monaco di Baviera)
La Implerstraße è una stazione della metropolitana di Monaco di Baviera, situata sulle linee U3 e U6. La stazione fu inaugurata il 22 novembre 1975, ed ha tre binari.